# Внутрішні війська МВС Грузії
Внутрішні війська МВС Грузії (груз. საქართველოს შინაგანი ჯარები, sak'art'velos shinagani jarebi) — колишнє парамілітарне формування за типом жандармерії в Грузії від 1991 до 2004 року. Підпорядковувалось Міністерству внутрішніх справ Грузії.

## Історія
Внутрішні війська Грузії були сформовані 12 вересня 1991 року, через 5 місяців після державної декларації незалежності від Радянського Союзу. Вони були утворені на основі радянських частин Внутрішніх військ дислокованих та території республіки. Їм було доручено допомогти Міністерству внутрішніх справ у заходах безпеки, протидіяти організованій злочинності, тероризму та підривній діяльності, а також охорону, самостійно або у взаємодії з іншими правоохоронними органами, важливих об'єктів та спеціальних вантажів й участь в обороні країни під час війни. Внутрішні війська комплектувалися в основному через призов, але й частково були укомплектовані контрактниками.
Внутрішні війська брали участь у різних конфліктах й операціях під час російської підривної діяльності в Грузії після розпаду СРСР, включаючи Південну Осетію (1991–1992, 2004), Абхазію (1992–1993) та Панкіську ущелину (2002–2005). На кінець 1995 року вони налічували від 5,000 до 7,000 особового складу, що робило їх третіми за чисельністю серед збройних формувань в Грузії після Російських військ розташованих у країні на той час та Грузинських збройних сил. Внутрішні війська мали в своєму складі патрульні підрозділи, спеціальні підрозділи для охорони в'язниць, 1-шу мотострілецьку бригаду оперативного призначення в Тбілісі, 2-гу мотострілецьку бригаду оперативного призначення в Кутаїсі, окремий батальйон в Батумі та гелікоптерний підрозділ з, щонайменше, 2 Мі-8С. Вони мали, щонайменше 10 важких та легких танків та протитанкових гармат. Офіційний бюджет на 1997 рік становив до 5,312 GEL (~4,2 млн USD); офіційна зарплатня була низькою та мала широке розповсюдження інформації про корупцію.
У ході процесу проведення реформ після Революції Троянд в Грузинських збройних силах та силах безпеки, у листопаді 2004 року, внутрішні війська були розформовані, а все їх майно та інфраструктура були передані до Міністерства оборони. З основної частини особового складу внутрішніх військ було сформовано 4-ту піхотну бригаду Сухопутних військ.

## Структура
- 1 окрема мотострілецька бригада оперативного призначення (Тбілісі)
- 2 окрема мотострілецька бригада оперативного призначення (Кутаїсі)
- окремий батальйон (Батумі)
- гелікоптерна ескадрилья

## Командувачі
- Юондо Табатадзе, полковник, Начальник Головного управління внутрішніх військ Грузії (1991)
- Іван Челідзе, полковник, Командувач (1991–1992)
- Ґела Ланчава, генерал-майор, Командувач (1992–1993)
- Володимир Чіковані, генерал-майор, Командувач (1993–1994)
- Ґія Торадзе, генерал-майор, Командувач (1994–1995)
- Павле Норакідзе, полковник, т.в.о. Командувач (1995–1996)
- Ґеорґі Шервашидзе[en], генерал-лейтенант, Командувач (1996–2003)
- Ґоґі Татухашвілі[en], генерал-лейтенант, Командувач (2003–2004)